# Bráulio (futebolista)
Bráulio Barbosa de Lima (Porto Alegre, 4 de agosto de 1948) é um ex-futebolista brasileiro, apelidado de "garoto de ouro".
Considerado um dos jogadores mais habilidosos da história do futebol gaúcho, Bráulio desde pequeno se destacava pela facilidade no controle da bola. Com apenas 8 anos, foi encaminhado para um internato na cidade gaúcha de Taquari em virtude de dificuldades financeiras de sua família (seu pai havia falecido e sua mãe não tinha condições de criar os quatro filhos, e por isso optou por deixá-lo nessa escola interna). Por ser muito novo, Bráulio conviveu com a dor da distância da mãe, e por isso sua maior companhia era a bola. Quando brincava com ela, foi percebendo a facilidade no domínio, sentindo que fazia bem todos os movimentos e que tinha natural habilidade. Assim, passou a treinar sozinho diariamente, à exaustão, aprimorando os fundamentos básicos do futebol. Saiu do internato aos 10 anos, e voltou para casa com a técnica aprimorada em virtude dos treinamentos solitários, situação que o tornou atração do bairro Petrópolis, em Porto Alegre/RS. Costumava, nesse tempo, faltar aula para ver Larry treinar chutes a gol. Quando completou 14 anos, em 1963, um amigo levou-o ao Sport Club Internacional para um teste. Bráulio treinou nos Juvenis, que eram bem mais velhos, e destacou-se de tal maneira, que os diretores do clube foram falar com sua família para contratá-lo.
Na base do Inter, formou com Chorinho uma dupla de meio-campistas considerada por muitos como uma das mais talentosas da história do futebol de base do Rio Grande do Sul. Os dois eram os principais jogadores dos Juvenis, num time que era a atração das chamadas "preliminares" (dizem que alguns torcedores iam mais cedo para vê-los jogar).
Após ser promovido aos profissionais aos 16 anos, Bráulio foi apelidado de "Garoto de Ouro" pelo jornalista Jorge Alberto Mendes Ribeiro após fazer um gol contra o Cruzeiro, de Tostão. Nesse lance, Bráulio estava de costas para o gol e, ao receber a bola, deu um chapéu em si mesmo e no zagueiro William, que estava às suas costas, girou e sem deixar a bola cair deu um chute no ângulo do goleiro Raul.
Em 1969, foi envolvido numa polêmica pelo grupo de dirigentes colorados chamados de "mandarins". Estes pregavam um futebol de mais força física, e viam em Bráulio um exemplo de futebol muito acadêmico e ultrapassado. Mesmo assim, a torcida idolatrava o jogador, que mesmo vivendo o drama dessas críticas, conseguiu ser pentacampeão gaúcho de 1969 a 1973, com participações decisivas.
Em setembro de 1973, cansado das críticas, foi para o Coritiba, onde também teve grande destaque, fazendo parte de um dos times mais marcantes da história do clube.
Em 1974, transferiu -se para o America/RJ, onde foi campeão da Taça Guanabara do mesmo ano ao derrotar o Fluminense por 1x0 na final (gol de Orlando). Esse time foi considerado por muitos como o mais técnico da história do clube. Bráulio está na escalação do America do Século, em eleição do Jornal do Brasil.
Em 1977 jogou no Botafogo, participando da famosa invencibilidade de 52 jogos. Jamais perdeu com a camisa alvinegra.
Em 1979 retornou ao Coritiba, sendo campeão paranaense e terceiro colocado no campeonato brasileiro.
Em 1980, foi para a Universidade de Chile (La U), onde foi campeão do Apertura, e encerrando a carreira.
Voltou a Porto Alegre em 1981 e, no ano seguinte, abriu a EGO - Escolinha Garoto de Ouro, escola de futebol para crianças e adolescentes.
Treinou as categorias de base do Inter em 1982, 1985 e 1989, e os profissionais do Inter em 1989.
Atualmente é assessor da presidência da Federação Gaúcha de Futebol.

## Títulos
Internacional
- Campeonato Gaúcho: 1969,1970,1971,1972 e 1973.

America-RJ
- Taça Guanabara: 1974

Coritiba
- Campeonato Paranaense: 1979.